# Olympische Sommerspiele 1996/Teilnehmer (Mexiko)
| Gelbes Symbol für Goldmedaillen mit stilisierten Olympischen Ringen | Graues Symbol für Silbermedaillen mit stilisierten Olympischen Ringen | Braundes Symbol für Bronzemedaillen mit stilisierten Olympischen Ringen |
| ------------------------------------------------------------------- | --------------------------------------------------------------------- | ----------------------------------------------------------------------- |
| —                                                                   | —                                                                     | 1                                                                       |

Mexiko nahm an den Olympischen Sommerspielen 1996 in Atlanta, USA, mit einer Delegation von 97 Sportlern (70 Männer und 27 Frauen) teil.

## Medaillengewinner
Mit einer gewonnenen Bronzemedaille belegte das mexikanische Team Platz 71 im Medaillenspiegel.

### Bronze
- Bernardo Segura: Leichtathletik, 20 Kilometer Gehen

## Teilnehmer nach Sportarten

### Bogenschießen
- Andrés Anchondo
Einzel: 16. Platz

- Adolfo González
Einzel: 51. Platz

- Marisol Bréton
Frauen, Einzel: 18. Platz

### Boxen
- Jesús Martínez
Halbfliegengewicht: 9. Platz

- José Martín Castillo
Fliegengewicht: 17. Platz

- Samuel Álvarez
Bantamgewicht: 17. Platz

- Francisco Martínez Ruíz
Leichtgewicht: 17. Platz

- Carlos Martínez
Halbweltergewicht: 17. Platz

- Jesús Flores
Weltergewicht: 17. Platz

- Juan Pablo López
Mittelgewicht: 17. Platz

- Julio César González
Halbschwergewicht: 17. Platz

### Fußball
- Herrenteam
7. Platz

- Kader
Claudio Suárez
Germán Villa
Duilio Davino
Raúl Lara
José García
Manuel Sol
Jorge Campos
Luis García Postigo
Cuauhtémoc Blanco
Pável Pardo
Jesús Arellano
Enrique Alfaro
Francisco Palencia
José Manuel Abundis

### Kanu
- Roberto Heinze Flamand
Zweier-Kajak, 500 Meter: Viertelfinale

- Ralph Heinze
Zweier-Kajak, 500 Meter: Viertelfinale

- Erika Duron
Frauen, Einer-Kajak, 500 Meter: Viertelfinale
Frauen, Vierer-Kajak, 500 Meter: Halbfinale

- Renata Hernández
Frauen, Zweier-Kajak, 500 Meter: Halbfinale
Frauen, Vierer-Kajak, 500 Meter: Halbfinale

- Sandra Rojas
Frauen, Zweier-Kajak, 500 Meter: Halbfinale
Frauen, Vierer-Kajak, 500 Meter: Halbfinale

- Itzel Reza
Frauen, Vierer-Kajak, 500 Meter: Halbfinale

### Judo
- Ricardo Acuña
Supergewicht: 9. Platz

- Arturo Gutiérrez
Halbschwergewicht: 21. Platz

### Leichtathletik
- Alejandro Cárdenas
400 Meter: Viertelfinale

- Armando Quintanilla
10.000 Meter: 11. Platz

- Martín Pitayo
10.000 Meter: Vorläufe

- Germán Silva
Marathon: 6. Platz

- Benjamín Paredes
Marathon: 8. Platz

- Dionicio Cerón
Marathon: 15. Platz

- Bernardo Segura
20 Kilometer Gehen: Bronze

- Daniel García
20 Kilometer Gehen: 19. Platz
50 Kilometer Gehen: 9. Platz

- Miguel Ángel Rodríguez
20 Kilometer Gehen: disqualifiziert

- Ignacio Zamudio
50 Kilometer Gehen: 6. Platz

- Germán Sánchez
50 Kilometer Gehen: 18. Platz

- María del Carmen Díaz
Frauen, Marathon: 33. Platz

- Guadaloupe Loma
Frauen, Marathon: 43. Platz

- Adriana Fernández
Frauen, Marathon: 51. Platz

- María Graciela Mendoza
Frauen, 10 Kilometer Gehen: 18. Platz

### Moderner Fünfkampf
- Sergio Salazar
Einzel: 9. Platz

- Horacio de la Vega
Einzel: 23. Platz

### Radsport
- Eduardo Graciano
Straßenrennen, Einzel: 71. Platz

- Eduardo Uribe
Straßenrennen, Einzel: 90. Platz

- Irving Aguilar
Straßenrennen, Einzel: 117. Platz

- Adan Juárez
Straßenrennen, Einzel: Rennen nicht beendet

- Domingo González
Straßenrennen, Einzel: Rennen nicht beendet

- Jesús Zárate
Einzelzeitfahren: 30. Platz

- Marco Zaragoza
Punkterennen: Rennen nicht beendet

- Nancy Contreras
Frauen, Sprint: 14. Platz in der Qualifikation

- Belem Guerrero
Frauen, Punkterennen: 11. Platz

### Reiten
- Jaime Guerra
Springreiten, Einzel: 26. Platz in der Qualifikation
Springreiten, Mannschaft: 14. Platz

- Antonio Chedraui
Springreiten, Einzel: 50. Platz in der Qualifikation
Springreiten, Mannschaft: 14. Platz

- José Madariaga
Springreiten, Einzel: 54. Platz in der Qualifikation
Springreiten, Mannschaft: 14. Platz

- Alfonso Romo
Springreiten, Einzel: 60. Platz in der Qualifikation
Springreiten, Mannschaft: 14. Platz

### Ringen
- Enrique Aguilar
Papiergewicht, griechisch-römisch: 17. Platz

- Armando Fernández
Bantamgewicht, griechisch-römisch: 14. Platz

- Rodolfo Hernández
Weltergewicht, griechisch-römisch: 18. Platz

- Guillermo Díaz
Superschwergewicht, griechisch-römisch: 18. Platz

- Filiberto Fernández
Papiergewicht, Freistil: 17. Platz

- Víctor Rodríguez
Fliegengewicht, Freistil: 18. Platz

- Felipe Guzmán
Weltergewicht, Freistil: 20. Platz

### Rudern
- Ana Sofía Soberanes
Frauen, Leichtgewichts-Doppelzweier: 14. Platz

- Andrea Boltz
Frauen, Leichtgewichts-Doppelzweier: 14. Platz

### Schießen
- Alex Fernández
Trap: 31. Platz

### Schwimmen
- Carlos Arena
100 Meter Rücken: 29. Platz
200 Meter Rücken: 30. Platz

- Jesús González
100 Meter Schmetterling: 29. Platz

### Segeln
- Pedro Silveira
Windsurfen: 34. Platz

- Antonio Goeters
Laser: 33. Platz

### Synchronschwimmen
- Frauenteam
8. Platz

- Kader
Olivia González
Wendy Aguilar
Aline Reich
Ingrid Reich
Lilián Leal
Patricia Vila
Berenice Guzmán
Ariadna Medina
Érika Leal Ramírez

### Tennis
- Oscar Ortíz
Einzel: 17. Platz
Doppel: 17. Platz

- Alejandro Hernández
Einzel: 33. Platz
Doppel: 17. Platz

- Angélica Gavaldón
Frauen, Einzel: 17. Platz

### Tischtennis
- Guillermo Muñoz
Einzel: 49. Platz

### Volleyball (Beach)
- Mayra Huerta
Frauenwettkampf: 17. Platz

- Velia Eguiluz Soto
Frauenwettkampf: 17. Platz

### Wasserspringen
- Fernando Platas
Kunstspringen: 8. Platz
Turmspringen: 7. Platz

- Joel Rodríguez
Kunstspringen: 30. Platz

- Alberto Acosta
Turmspringen: 22. Platz

- María José Alcalá
Frauen, Kunstspringen: 13. Platz
Frauen, Turmspringen: 17. Platz

- María Elena Romero
Frauen, Kunstspringen: 17. Platz